# Queens Plaza (metropolitana di New York)
Queens Plaza è una stazione della metropolitana di New York, situata sulla linea IND Queens Boulevard. Nel 2015 è stata utilizzata da 3 101 888 passeggeri, risultando la centosessantatreesima più trafficata della rete.

## Storia
La stazione venne aperta il 19 agosto 1933, come parte della prima sezione della linea IND Queens Boulevard compresa tra le stazioni di 50th Street e Roosevelt Avenue. Rimase per sei anni la prima stazione nel Queens dopo l'attraversamento dell'East River, fino all'apertura della stazione di 23rd Street-Ely Avenue avvenuta il 28 agosto 1939.

## Strutture e impianti
Queens Plaza è una stazione sotterranea con due binari e due banchine ad isola, come molte altre stazioni espresse della rete. Dispone di un unico mezzanino che si sviluppa per tutta la lunghezza della stazione. Inoltre, al di sopra dei binari centrali, il mezzanino ha una sezione aperta che permette di vedere direttamente il piano binari.
La stazione è situata al di sotto di Jackson Avenue e Northern Boulevard, nel punto in cui si incontrano Queens Plaza e Queens Boulevard. Dispone di sette uscite, tutte su Jackson Avenue e Northern Boulevard.

## Movimento
La stazione è servita dai treni di tre services della metropolitana di New York:
- Linea E Eighth Avenue Local, sempre attiva;[7]
- Linea M Sixth Avenue Local, attiva solo nei gironi feriali fino alle 23:00;[8]
- Linea R Broadway Local, sempre attiva, tranne di notte.[9]

## Interscambi
La stazione è servita da diverse autolinee gestite da MTA Bus e NYCT Bus.
- Fermata autobus